# Albert Forster
Albert Maria Forster, né le 26 juillet 1902 à Fürth et mort par pendaison le 28 février 1952 à Varsovie, est un criminel de guerre allemand, Gauleiter nazi du Reichsgau Danzig Westpreußen en Pologne occupée durant la Seconde Guerre mondiale, responsable de dizaines de milliers d'assassinats, notamment dans le cadre de la Shoah, jugé pour ses actes et exécuté à Varsovie après la capitulation du Troisième Reich.

## Biographie
Il fait ses études de 1912 à 1920 à Fürth puis entre dans la SA en 1923. Il est également membre de la SS (date indéterminée). En 1930 il est envoyé par Hermann Göring pour diriger le parti nazi à Dantzig en tant que Gauleiter du parti nazi. Accompagné d'Hermann Rauschning il rencontre en août 1932 dans son chalet de l'Obersalzberg Adolf Hitler  qui leur déclare : « Si je fais la guerre j'introduirai peut-être en pleine paix des troupes dans Paris. […] En quelques minutes, la France, la Pologne, l'Autriche, la Tchécoslovaquie seront privées de leurs dirigeants, les armées décapitées de leurs états-majors, tous les gouvernants liquidés, il régnera une confusion inouïe […] des attaques aériennes massives, des coups de main, des actes de terrorisme, le sabotage, des attentats perpétrés à l'intérieur, l'assassinat des dirigeants […] telle est la guerre future […] il n'y a pas de droit international, il n'y a pas de traité international qui m'empêchera de profiter d'un avantage lorsqu'il se présentera […] la guerre sera ce que je veux qu'elle soit. La guerre, c'est moi ».
Le 5 octobre 1939 Hitler le nomme Reichskommissar de Prusse occidentale puis à partir du décret du Führer du 8 octobre 1939 qui rattache le district militaire de Dantzig-Prusse occidentale au Reich, il exerce en tant que Gauleiter et Reichsstatthalter son autorité sur le Reichsgau de Dantzig-Prusse Occidentale. À partir d'octobre 1939 il dirige la campagne de persécution ou d'élimination menée contre les nationalistes, les intellectuels, les handicapés, les prêtres catholiques, les Juifs, les tsiganes, les Allemands de souche mariés à des Polonaises. Il décide de faire citoyens du Reich les Polonais de son gau qui revendiquent des ancêtres germains, ce qui crée des tensions avec la SS et Reinhard Heydrich qui y voient un danger pour la pureté raciale du peuple allemand. Il est le responsable de dizaines de milliers d'assassinats, notamment dans le cadre de la Shoah.
Il est jugé et condamné à mort le 29 avril 1948 par le Tribunal national suprême de Pologne. Plusieurs appels ont reporté l'exécution par pendaison au 28 février 1952 dans la prison de Varsovie Mokotów.